# Maja Heiner
Maja Heiner (* 18. Februar 1944 in Berlin; † 23. August 2013 in München) war eine deutsche Sozialpädagogin und Hochschullehrerin.

## Leben und wissenschaftliches Wirken
Nach dem Abitur am Französischen Gymnasium studierte Maja Heiner Geschichte, Politikwissenschaft, Anglistik und Romanistik in Freiburg und absolvierte von 1969 bis 1971 ein Referendariat in Stuttgart. Danach war sie zunächst Assessorin und dann Studienrätin in Freiburg, später Studienrätin in Bremen.
In Bremen studierte sie Soziale Arbeit an der Universität. Sie wurde Dozentin für den Bereich Politische Bildungsarbeit und Jugendarbeit sowie Leiterin des Forschungs- und Fortbildungsinstituts Zentrum soziale Beratung und Bildung an der Fachhochschule für Sozialökonomie, Sozialpädagogik und Sozialarbeit in Bremen. Sie promovierte an der Universität Bremen zum Thema Obdachlose, Berber und Stadtstreicher und wurde auf eine Professur für Politik und Soziale Arbeit an der Fachhochschule Bremen berufen. Von dort wurde sie für 1988 bis 1992 in das Landessozialamt Bremen als Referatsleiterin für Planungsaufgaben beurlaubt.
Heiner wechselte 1992 an die Eberhard Karls Universität Tübingen und war dort bis 2009 Professorin für Sozialpädagogik am Institut für Erziehungswissenschaft. In der Selbstverwaltung der Universität war sie von 1996 bis 2003 als Frauenbeauftragte tätig.
Nach ihrer Emeritierung im Jahre 2009 arbeitete sie weiter an einer Buchreihe Handlungskompetenzen in der Sozialen Arbeit und in der Praxisbegleitung zum Allgemeinen Sozialen Dienst.
Die Hochschule Bremen schrieb in ihrem Nachruf:
Mit ihr verliert die Soziale Arbeit eine engagierte Wissenschaftlerin, deren großes Anliegen es war, Theorie und Praxis der Sozialen Arbeit zusammenbringen. Ihre Veröffentlichungen und Lehrbücher zu den Themen Soziale Arbeit als Beruf, Soziale Diagnostik, Methodisches Handeln, Professionalität und (Selbst-)Evaluation gelten als Standardwerke in Ausbildung und Praxis […].

## Bücher
- Selbstevaluation in der sozialen Arbeit. Fallbeispiele zur Dokumentation und Reflexion, Lambertus 1996, ISBN  978-3784103891
- Selbstevaluation als Qualifizierung in der Sozialen Arbeit. Fallstudien aus der Praxis, Lambertus 1997
- (mit Marianne Meinhold, Hiltrud von Spiegel, Silvia Staub-Bernasconi) Methodisches Handeln in der Sozialen Arbeit, Lambertus 1998, ISBN 978-3-78411-083-7
- Qualitätsentwicklung durch Evaluation, Lambertus 1999, ISBN 978-3-784-10892-6
- (mit Karolus Heil, Ursula Feldmann) Evaluation sozialer Arbeit. Eine Arbeitshilfe mit Beispielen zur Evaluation und Selbstevaluation, Lambertus 2001, ISBN 978-3-17006-857-5
- Diagnostik und Diagnosen in der Sozialen Arbeit: Ein Handbuch, Verlag Soziale Theorie 2004, ISBN  978-3-899-83125-2
- Professionalität in der Sozialen Arbeit: Theoretische Konzepte, Modelle und empirische Perspektiven, Kohlhammer 2004, ISBN 978-3-170-18120-5
- Soziale Arbeit als Beruf: Fälle – Felder – Fähigkeiten, Ernst Reinhardt Verlag 2007; 2. Auflage 2010, ISBN 978-3-497-02147-5
- (mit Sibylle Walter) Geschwisterbeziehungen in der außerfamilialen Unterbringung: Erkenntnislage und Entwicklungsbedarf, SPI-Materialien 2010, ISBN 978-3936085754
- Kompetent handeln in der Sozialen Arbeit: Handlungskompetenzen in der Sozialen Arbeit, Ernst Reinhardt Verlag, 3. Auflage 2018, ISBN 978-3-497-02838-2

Rezeption:
- Eberhard Bolay (Herausgeber), Angelika Iser (Herausgeber), Marc Weinhardt (Herausgeber), Methodisch Handeln – Beiträge zu Maja Heiners Impulsen zur Professionalisierung der Sozialen Arbeit. Forschung und Entwicklung in der Erziehungswissenschaft, Springer VS 2015, ISBN 978-3-658-09728-8